# Valparaiso (Nebraska)
Valparaiso – wieś w Stanach Zjednoczonych, w stanie Nebraska, w hrabstwie Saunders.